# 동부주 (콩고 민주 공화국)

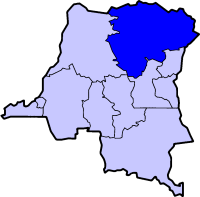
동부주의 위치

동부주(프랑스어: Orientale)는 콩고 민주 공화국 북동부에 위치했던 주로 주도는 키상가니이며 면적은 503,239 km2, 인구는 5,566,000명(1998년 기준), 인구 밀도는 11.1명/km2이다. 2015년 새 헌법에 따라 4개 주(이투리주, 오트우엘레주, 초포주, 바우엘레주)로 분할되었다. 서쪽으로는 에카퇴르주, 남서쪽으로는 카사이오리앙탈주, 남쪽으로는 마니에마주, 북동쪽으로는 북키부주와 접했으며 북쪽으로는 중앙아프리카 공화국과 남수단, 동쪽으로는 우간다와 국경을 접했다.